# Anton Flešár
Anton Flešár (Stropkov, Estado Eslovaco, 8 de mayo de 1944-11 de abril de 2024) fue un futbolista eslovaco que jugó en la posición de guardameta.

## Carrera

### Club
| Periodo   | Club                 |
| --------- | -------------------- |
| 1962-1964 | Partizán Bardejov    |
| 1964-1966 | Dukla Prague         |
| 1966-1979 | FC Lokomotíva Košice |
| 1979-1984 | VSŽ Košice           |

### Selección nacional
Debutó con Checoslovaquia el 9 de mayo de 1970 ante Luxemburgo. Jugó en dos ocasiones de 1970 a 1972 y participó en la Copa Mundial de Fútbol de 1970.

## Logros
- Primera Liga de Checoslovaquia: 1965-66
- Copa de Checoslovaquia: 1965, 1966, 1977, 1979